# Obál Béla
Obál Béla (Vashidegkút, 1882. május 17. – Bécs, 1951. július 25.) szlovén származású magyar történetíró, teológia tanár, újságíró.

## Életpályája
A történelmi Vendvidéken született (ma a Muravidék) evangélikus családban, a Muraszombattól északnyugatra fekvő Vashidegkúton (ma Cankova, Szlovénia), Pável Ágoston szülőfalujában, akinél négy évvel volt idősebb.
Tanulmányait 1901 és 1905 között Eperjesen folytatta, majd két évig külföldön közt a szászországi Halle an der Saale városában tanult, ahol annak idején a magyarországi szlovén evangélikusok könyveket jelentettek meg. 1907-től az első világháború végéig Eperjesen teológia tanár, illetve a jogász és teológus osztály elnöke. 1909-ben rövid időre visszatért Halléba, ahol bölcsészetdoktorátust szerzett, s tanítósága alatt összesen két évet töltött külföldön
Károlyi Mihály miniszterelnöksége alatt kormánybiztosi és főispáni tisztséget viselt (utóbbit 1919. január 21-étől) Vas vármegyében, s részt vett annak a tervezetnek az előkészítésében, amely egy kulturális alapon működő szlovén (vend) megyét akart létrehozni Vas és Zala vármegye területén. 1919-ben a kommunista hatalomátvételt követően is posztján maradt, majd Budapesten egyetemi tanári állást kapott. Muraszombatban nemzetiségi biztosként tevékenykedett, de mivel nem tartózkodott mindig itt, ezért helyette a feladatokat Tkálecz Vilmos látta el. Obál és Tkálecz felügyelték a kommunista szervezet kiépítését a Vendvidéken, valamint a védekezésre próbáltak felkészülni, mivel a Muraközből ellenséges jugoszláv erők sorakoztak, fel melyek el akarták foglalni a területet. A védekezés megszervezésében igen eredményesen jártak el.
A Vendvidéki Köztársaság kikiáltásakor nem tartózkodott Muraszombatban, s nem csatlakozott soha se Tkáleczhez, hanem látogatást tett Mikes János szombathelyi püspöknél, akit felkért, hogy segítsen helyreállítani a rendet a Vendvidéken.
A Tanácsköztársaság összeomlása után Ausztriába emigrált és Bécsben élt, ahol egy hírlapnál dolgozott és történeti munkákat írt német és magyar nyelven.
Írói munkásságát már 1915-ben elismerte a Magyar Protestáns Irodalmi Társaság, amely választmányi taggá tette.

## Munkái
- Franz Rákóczi II. und sein Freiheitskampf… (Halle, 1907)
- Hungarica Vitebergensia. (Uo. 1909.) (MEK)
- Die Religionspolitik in Ungarn… während der Regierung Leopold I. (Uo. 1910)
- Deprecatioi beszéd. (Eperjes, 1911)
- Az egyház és a városok a reformáció előtt. (Uo. 1914)